# ファウスト・ロミテッリ

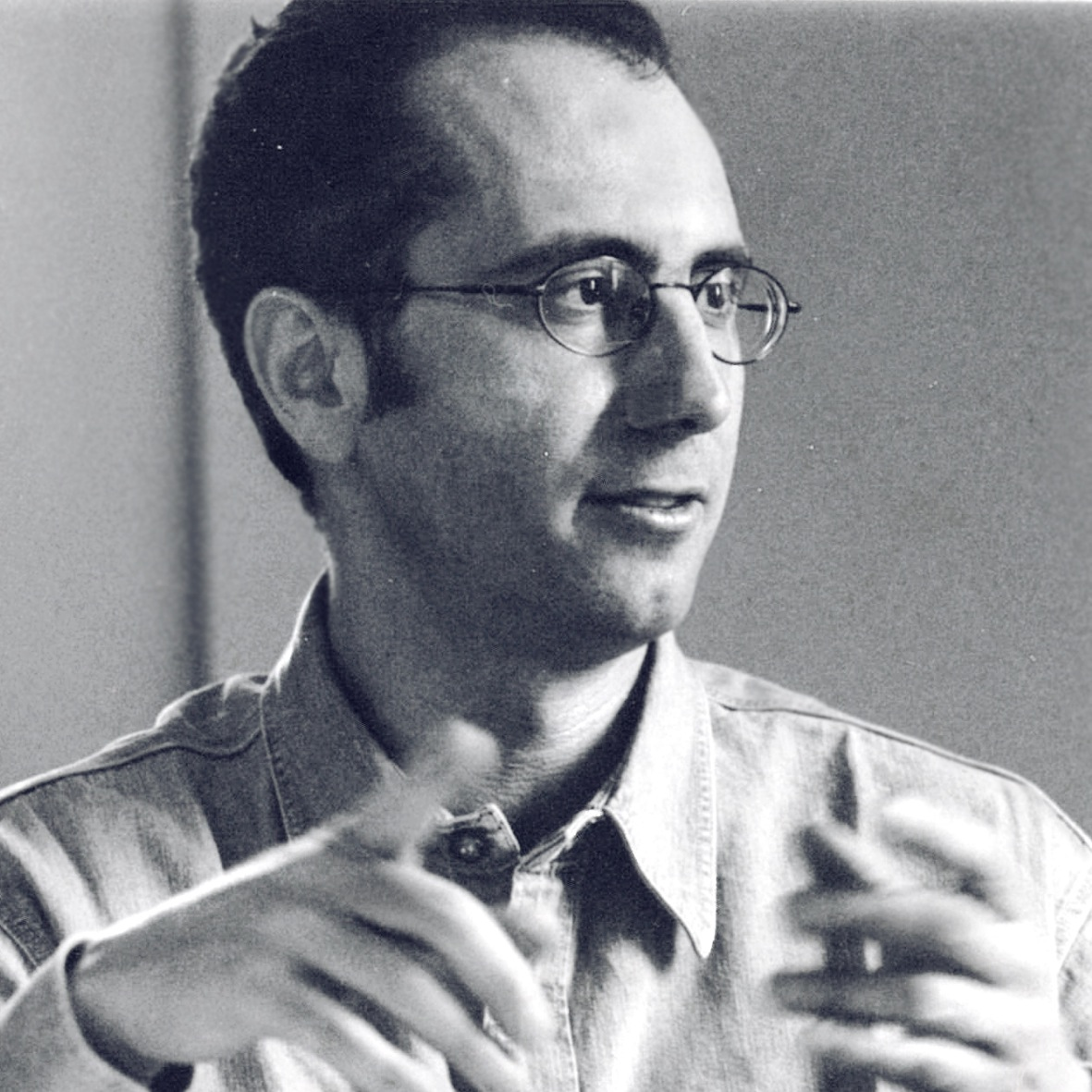
Fausto Romitelli (2000)

ファウスト・ロミテッリ（Fausto Romitelli, 1963年2月1日 - 2004年6月27日）は、イタリアの作曲家。

## 生涯
フリウリ＝ヴェネツィア・ジュリア州ゴリツィア出身。
フランコ・ドナトーニに師事した20代から頭角をあらわし、フランスのIRCAMで研修を積んだことなどを背景に、未知の音響志向の強い音楽を書いた。ジュリオ・カスタニョーリ、マルコ・ストロッパと並ぶイタリアン・スペクトル楽派三羽烏の一人とみなされている。生楽器ではなく、エレキギターなどの音源の変調に新境地を求め、晩年にはヴィデオ・オペラなどのミクストメディア的展開にも興味を示したものの、2004年6月27日白血病のため逝去。41歳没。
代表作に「プロフェッサー・バッド・トリップ レッスン1～3」(1998-2000)、「死の都のラジオ」(2002) 他。